# Svið

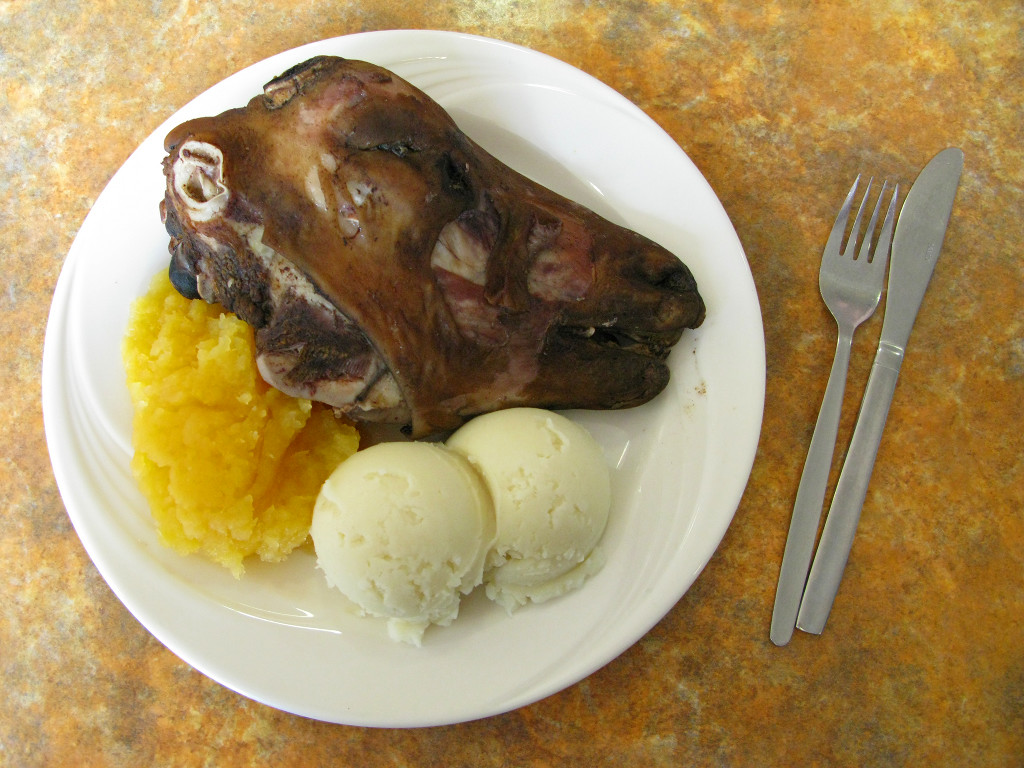
Svið servido con pure de nabos y puré de papas en BSÍ en Reikiavik.

Svið es un platillo tradicional de Islandia, que consiste de una cabeza de oveja cortada por la mitad, a la que se le ha extraído el pelaje, y que ha sido hervida luego de haber extraído los sesos, a veces es curada en ácido láctico.
El svið surgió en una época en que las personas no podían permitirse derrochar ninguna parte de un animal. El platillo es parte del þorramatur, una selección de comidas islandesas tradicionales que es servida como buffet, especialmente durante el festival de Þorrablót que marca la mitad del invierno. Es utilizado como base para el sviðasulta (queso de cabeza, que se prepara con trocitos de svið insertados en rodajas gelatinosas ensopadas en suero). Existen ciertos platillos similares en otros países nórdicos, tales como el smalahove en Noruega y el seyðahøvd de las Islas Feroe. 
En la cafetería "Fljótt og Gott" ("Rápido y sabroso") en la terminal de autobuses BSÍ en Reikiavik, se lo puede consumir todos los días, y se lo puede comprar en el auto servicio. El café vende unas 10,000 cabezas de oveja por año.
A veces las orejas del svið, son consideradas tabú a causa de las superstición que sostiene que cuando se las sacan (y con ellas la marca del dueño del animal), el comensal puede ser acusado de robo. Hay quienes afirman que si no se quiebra  el pequeño huesillo ubicado debajo de la lengua, un niño que aún no es capaz de hablar permanecerá mudo por siempre. Muchos islandeses consideran que el ojo es la mejor parte de la cabeza.
Lara Weber, escribió en 1995 en el  Chicago Tribune, un artículo relatando la experiencia de comer svið:

"Nunca hubiera pensado que alguna vez fuera a probar un platillo tan primitivo como una cabeza de oveja. Pero, allí estaba en mi plato, mirándome con sus ojos penosos. Desgarré la mandíbula y pinché un trozo de carne con mi tenedor. Y no sabia para nada mal. Realmente. El carrillo, el cual posee la mayor parte de la carne, era tierno y sabroso. Acompañado con un poco de gelatina de ruibarbo sabía mejor aún. Solo ten cuidado de sus ojos. Los ojos celestes son considerados una exquisitez. Bueno, en realidad, es todo el ojo lo que los islandeses consideran una delicia, incluyendo o no el globo ocular. Así que coloca ese trocito de carne en tu boca, e intenta pensar en alguna otra cosa. Cualquier cosa."